# Cribrilaria setiformis
Cribrilaria setiformis är en mossdjursart som beskrevs av Harmelin och Aristegui 1988. Cribrilaria setiformis ingår i släktet Cribrilaria och familjen Cribrilinidae.

## Underarter
Arten delas in i följande underarter:
- C. s. romana
- C. s. setiformis